# Pamana Besar
Pamana Besar is een eiland in Indonesië, in de provincie Oost-Nusa Tenggara. Het is onderdeel van de negen Pemana Eilanden, waarvan Pamana Besar de grootste is.